# Засопкинське сільське поселення
Засо́пкинське сільське поселення (рос. Засопкинское сельское поселение) — сільське поселення у складі Читинського району Забайкальського краю Росії.
Адміністративний центр та єдиний населений пункт — село Засопка.

## Населення
Населення сільського поселення становить 5003 особи (2019; 3599 у 2010, 2011 у 2002).